# Кальминий
Кальминий (лат. Sanctus Calminius) — аквитанский святой,  легендарный основатель католических монастырей Мозак (Пюи-де-Дом), Лаген и Сент-Шафр. Кальминий — не реально живший в VI или VII веке человек, а порождение монастырской агиографии XI—XII веков.
Церковь Кальминия, находившаяся близ Лагена, впервые упоминается в документах IX века; возможно, что «Кальминий» в этом контексте — не личное имя, а топоним. К концу X века это имя исчезает из лагенских документов, а в конце XI века возникает в документах монастыря Мозак, вероятно, «позаимствовавшего» его из устной традиции монастыря Сент-Шафр, где Кальминия считали герцогом VI века. Монастыри, не имевшие счастья иметь в основателях королей или уже признанных церковью святых, активно создавали культ вокруг реальных или вымышленных основателей.
В наиболее ранних рукописях XI века Кальминий — благочестивый аристократ, мирянин-храмоздатель. В «дипломе» Пипина Короткого (фальшивке конца XI века) впервые упоминается супруга Кальминия, Намадия (или Нумадия); Кальминий назван «римским сенатором». Теперь основателями монастырей считаются оба супруга, но ни о святости, ни о блаженстве их речи ещё не шло. В позднейшем житии св. Теофреда (XII век) Кальминий — отшельник, удалившийся от мира до основания монастырей Мозак и Сент-Шафр. Святым Кальминий стал в середине XII века: в 1160 году впервые упоминается церковь св. Кальминия, в те же годы в Мозаке написано житие Кальминия, однозначно называющее его святым. В конце XII века там же создаётся эмалевый реликварий святого Кальминия и его супруги, блаженной Намадии. Во всех сценах реликвария оба супруга изображены с нимбами святости; Кальминий считается святым при жизни, а Намадия обретает блаженство после смерти. Наконец, на миниатюрах XIII века Кальминий изображён в монашеском одеянии, а в литургическом чине Тюльской епархии он поминается в ранге исповедника.
Аналогичная трансформация из мирянина в святого отшельника произошла и в житиях Гильома Желонского.